# 細野悟
細野 悟（ほその さとし、1983年11月6日 - ）は、日本の元プロボクサー。第39代OPBF東洋太平洋フェザー級王者。第57代・第59代日本フェザー級王者。大橋ボクシングジム所属。福島県いわき市出身。福島県磐城第二高等学校卒業、法政大学中退。担当トレーナーは2012年までは松本好二、その後は佐久間史朗。

## 来歴

### アマチュア時代
中学2年からボクシング習い高校時代アマチュアボクシング・全国大会で活躍、マック金平にスカウトされたが一度断って、法大に進学、2004年に彩の国まごころ国体成年ライト級で内山高志に勝利し優勝。全日本アマチュアボクシング選手権大会も優勝。バタム開催のインドネシア大統領杯に出場し3位などアマチュア戦績63戦40勝で、大学を中退しアマチュアエリートとしてB級でプロデビューを果たした。

### プロ時代
2005年8月22日、プロデビュー戦をワンチャナ・チュワタナ（タイ）と行い、ジャッジ3者がフルマークを付ける3-0（60-54、60-55、60-56）の判定勝ち。
2005年12月5日、江口泰将（岐阜ヨコゼキ）と対戦し2回KO勝ちを収めた後、7戦連続KO勝ちを重ねる。
2007年9月5日、日本フェザー級11位として吉村厚志（グリーンツダ）と対戦し、3-0（98-93、98-94、97-95）の判定勝ちを収めたものの連続KO勝利はストップ。
2008年1月14日、横浜文化体育館で元日本スーパーフェザー級1位の真鍋圭太（M.T）と対戦し、5回TKO勝ち。
2008年4月30日、後楽園ホールでWBCアメリカ大陸スーパーバンタム級王者リカルド・エスピノサを迎えての試合で、6回TKO勝ちで11連勝。
2008年8月16日、インドネシアスーパーバンタム級王者ラ・アミール・ライラを後楽園ホールで迎え撃ち、9回TKO勝ちで12連勝。
2008年10月18日、後楽園ホールにてOPBF東洋太平洋フェザー級王座決定戦に同2位として、同6位の真教杉田（畑中）と争い、3-0（118-111、117-111、116-111）の判定勝ちを収めて13連勝でOPBF王座獲得に成功した。
2009年1月24日、後楽園ホールにて初防衛戦を澤永真佐樹（赤城）と行い、4回KO勝ちで初防衛に成功した。
2009年5月16日、同級12位のフェルナンド・オティック（フィリピン）に3回59秒KO勝利を収めて、2度目の防衛に成功した。
2009年10月10日、国立代々木競技場第二体育館で前王者の榎洋之（角海老宝石）に3-0（117-112、2者が116-112）の判定勝ちを収めて3度目の防衛に成功した。その後、同年12月に同王座を返上。
2010年1月11日、1階級下げ、東京ビッグサイトでWBA世界スーパーバンタム級王者プーンサワット・クラティンデーンジム（タイ）に挑戦したが、8回に右拳を負傷して0-2（114-114、113-115、113-117）の判定負けを喫して王座獲得に失敗し、プロ初黒星となった。
2010年5月1日、WBA世界スーパーバンタム級9位としてソニー・フォニー（インドネシア）と対戦し、3回に2度のダウンを奪ってのTKO勝ちを収めて再起を果たした。
2010年11月8日、後楽園ホールにて李冽理が世界挑戦に伴って返上し空位となっていた日本フェザー級王座を、元王者梅津宏治（ワタナベ）と争い、3-0(99-91、99-93、98-92)の大差判定勝ちを収めて王座獲得に成功した。
2011年2月3日、後楽園ホールにて木原和正（ウォズ）を挑戦者に迎えタイトル初防衛戦を行い、3-0（2者が98-92、97-92）の判定勝ちを収めて初防衛に成功した。
2011年4月2日、後楽園ホールにて同級9位の安田和芳（ナックルスポーツ）を相手に3回に右強打を決めて3回1分25秒TKO勝ちで格の違いを見せ、2度目の防衛に成功した。
2011年7月12日、後楽園ホールにて同級6位の高山和徳（船橋ドラゴン）の挑戦を受け、2回に左のショートアッパーを利かせてダウンを奪取、立ち上がった高山に左ボディーを連発し2回2分56秒、レフェリーストップによるTKO勝ちを収めて3度目の防衛に成功した。
2011年10月30日、同年12月31日にWBA世界フェザー級王者セレスティーノ・カバジェロ（パナマ）への挑戦が発表され、2度目の世界王座挑戦に専念するために日本王座を返上した。
2011年12月31日、横浜文化体育館（神奈川県横浜市中区）でWBA世界フェザー級王者セレスティーノ・カバジェロ（パナマ）に挑戦するも2ヵ月前の10月14日に2階級制覇を果たしたばかりとは思えないほどカバジェロが長いリーチを活かし、序盤から細野を圧倒、細野も接近戦から勝機を見出そうとするもカバジェロの後頭部を細野の右拳で叩いて減点を食らうなど終始カバジェロ優勢のまま12回が終了し、12回0-3（111-116、2者が108-119）と5点差1人、11点差2人という大差の判定負けを喫して2度目の世界挑戦も王座の獲得に失敗した 。
2012年5月5日、後楽園ホールにて日本スーパーフェザー級9位の山元浩嗣（ワタナベ）とスーパーフェザー級8回戦を行い、4回まで精彩を欠いたが形勢逆転の左フックを炸裂させ、8回にはガス欠した相手に連打を浴びせて8回2分45秒TKO勝ちで再起戦を白星で飾った。
2012年10月2日、後楽園ホールにて元日本スーパーバンタム級王者福原力也(ワタナベ) と対戦。序盤に山場を作られるが、中盤から徐々に挽回して7回48秒TKO勝ちを収めて再起2連勝。
2013年4月14日、インドネシア・ジャカルタにてWBA世界フェザー級スーパー王者クリス・ジョン（インドネシア）に挑戦するも、3回に細野のバッティングにより左右の目の上を負傷した王者の流血が止まらずレフリーが試合続行不可能と判断したため試合がストップ。3回2分12秒負傷引き分けにより、3度目の世界挑戦も王座獲得に失敗した。
2013年10月21日、後楽園ホールにて3度目の世界挑戦失敗からの再起戦としてスーパーフェザー級8回戦で、松田雄太（SFマキ）と対戦し、初回KO勝ちを収めて再起に成功した。
2014年4月6日、大田区総合体育館にてアドリアン・エルナンデス（メキシコ）VS井上尚弥（大橋）のWBC世界ライトフライ級タイトルマッチと八重樫東（大橋）VSオディロン・サレタ（メキシコ）のWBC世界フライ級タイトルマッチのダブル世界戦興行における前座にて、前王者天笠尚（山上）がOPBF王座挑戦が決定したことにより返上し空位となった日本フェザー級王座決定戦へ出場。同級1位として同級2位で19戦無敗の緒方勇希（角海老宝石）と対戦し、序盤は下がりながら右ストレートや右アッパーを放ってくる緒方に苦戦しリードを許す展開。しかし5回以降からプレッシャーを強めて前進し、接近戦に持ち込んで緒方のスタミナを消耗させる展開に持ち込み、最終10回に遂に右フックでダウンを奪って立ち上がった緒方に猛ラッシュを浴びせたところでレフェリーストップ。10回34秒TKO勝ちを収めて約2年半ぶりに王座返り咲きに成功した。
2014年6月23日、後楽園ホールで日本フェザー級2位の関豪介（角海老宝石）と対戦し、6回終了TKO勝ちを収め初防衛に成功した。
2015年3月5日、後楽園ホールで元日本スーパーバンタム級王者福原力也(ワタナベ) と対戦し、3-0（95-94、98-92、98-91）の判定勝ちを収め2度目の防衛に成功した。
2015年8月20日、後楽園ホールで日本フェザー級11位の大坪タツヤ（T&T）と対戦し、3-0（2者が99-91、99-92）の判定勝ちを収め3度目の防衛に成功した。
2015年10月22日、後楽園ホールで日本フェザー級3位の渡邉卓也（青木）と対戦し、10回2-0（95-95,96-95,97-94）で判定勝ちを収めた、しかし試合後、大橋秀行会長は細野が数日前から風邪をひいていたことについて「このコンディションで良く勝ったと言ってやりたいが、プロとしての自覚が足りない」と猛省を促した。
2015年12月29日、有明コロシアムで元WBA世界スーパーバンタム級王者下田昭文と対戦し、2-1の判定勝ちを収めで5度目の防衛に成功した。
2016年3月28日、後楽園ホールで日本フェザー級1位の福原力也（ワタナベ）と1年ぶり3度目の対戦を行い、10回2-0（97-91×3）で判定勝ちを収め、6度目の防衛に成功した。
2016年6月26日、ソウル市でラスマヌディン（インドネシア）とノンタイトルマッチを行い、2回2分14秒KO勝ちを収めた。
2016年10月3日、後楽園ホールでIBF世界フェザー級3位のジョナサン・ビクター・バロス（アルゼンチン）とIBF世界フェザー級王座挑戦者決定戦を行い、12回1-2（115-113,112-116,111-117）で判定負けを喫し、挑戦権の獲得に失敗した。
2017年5月21日、有明コロシアムで日本ライト級5位の野口将志（一力）と対戦し、1回2分16秒TKO勝ちを収め、再起に成功した。
2017年10月2日、後楽園ホールで日本フェザー級9位の阿部麗也（KG大和）と対戦。偶然のバッティングにより細野が眉間をカットし試合続行不可能となり、9回57秒0-3（83-89,83-89,81-90）の負傷判定負けを喫した。
2019年3月15日、自身のブログで現役を引退することを明かした。

## 戦績
- アマチュアボクシング：63戦40勝(20KO・RSC)23敗
- プロボクシング：38戦33勝(22KO)4敗1分

| 戦           | 日付           | 勝敗 | 時間     | 内容        | 対戦相手                               | 国籍         | 備考                                      |
| ------------ | -------------- | ---- | -------- | ----------- | -------------------------------------- | ------------ | ----------------------------------------- |
| 1            | 2005年8月22日  | ☆    | 6R       | 判定3-0     | ワンチャナ・チュワタナ                 | タイ         | プロデビュー戦                            |
| 2            | 2005年12月5日  | ☆    | 2R 2:12  | TKO         | 江口泰将（岐阜ヨコゼギ）               | 日本         |                                           |
| 3            | 2006年4月3日   | ☆    | 6R 2:08  | KO          | コム・シッサイトーン                   | タイ         |                                           |
| 4            | 2006年6月9日   | ☆    | 1R 2:24  | KO          | ダオヌア・スーンキラノイナイ           | タイ         |                                           |
| 5            | 2006年9月18日  | ☆    | 1R 0:25  | TKO         | ジェフリー・オニャテ                   | フィリピン   |                                           |
| 6            | 2006年11月21日 | ☆    | 1R 2:04  | TKO         | ランプラジット・クンパワプリー         | タイ         |                                           |
| 7            | 2007年1月3日   | ☆    | 6R 2:38  | KO          | マリオ・ガルシア                       | メキシコ     |                                           |
| 8            | 2007年3月4日   | ☆    | 1R 1:19  | KO          | ペッチトンクーン・シシュプラカイファー | タイ         |                                           |
| 9            | 2007年9月5日   | ☆    | 10R      | 判定3-0     | 吉村厚志（グリーンツダ）               | 日本         |                                           |
| 10           | 2008年1月14日  | ☆    | 5R 2:23  | TKO         | 真鍋圭太（M.T.）                       | 日本         |                                           |
| 11           | 2008年4月30日  | ☆    | 6R 終了  | TKO         | リカルド・エスピノサ                   | メキシコ     |                                           |
| 12           | 2008年8月16日  | ☆    | 9R 2:59  | TKO         | ラ・アミール・ライラ                   | インドネシア |                                           |
| 13           | 2008年10月8日  | ☆    | 12R      | 判定3-0     | 真教杉田（畑中）                       | 日本         | OPBF東洋太平洋フェザー級王座決定戦        |
| 14           | 2009年1月24日  | ☆    | 9R 0:52  | TKO         | 澤永真佐樹（赤城）                     | 日本         | OPBF防衛1                                 |
| 15           | 2009年5月16日  | ☆    | 3R 0:59  | KO          | フェルナンド・オティック               | フィリピン   | OPBF防衛2                                 |
| 16           | 2009年10月10日 | ☆    | 12R      | 判定3-0     | 榎洋之（角海老宝石）                   | 日本         | OPBF防衛3                                 |
| 17           | 2010年1月11日  | ★    | 12R      | 判定0-2     | プーンサワット・クラティンデーンジム   | タイ         | WBA世界スーパーバンタム級タイトルマッチ   |
| 18           | 2010年5月1日   | ☆    | 3R 2:57  | TKO         | ソニー・フォニー                       | インドネシア |                                           |
| 19           | 2010年11月8日  | ☆    | 10R      | 判定3-0     | 梅津宏治（ワタナベ）                   | 日本         | 日本フェザー級王座決定戦                  |
| 20           | 2011年2月3日   | ☆    | 10R      | 判定3-0     | 木原和正（ウォズ）                     | 日本         | 日本王座防衛1                             |
| 21           | 2011年4月2日   | ☆    | 3R 1:15  | TKO         | 安田和芳（ナックルスポーツ）           | 日本         | 日本王座防衛2                             |
| 22           | 2011年7月12日  | ☆    | 2R 2:56  | TKO         | 高山和徳（船橋ドラゴン）               | 日本         | 日本王座防衛3                             |
| 23           | 2011年12月31日 | ★    | 12R      | 判定0-3     | セレスティーノ・カバジェロ             | パナマ       | WBA世界フェザー級タイトルマッチ           |
| 24           | 2012年5月5日   | ☆    | 8R 2:45  | TKO         | 山元浩嗣（ワタナベ）                   | 日本         |                                           |
| 25           | 2012年10月2日  | ☆    | 7R 0:48  | TKO         | 福原力也（ワタナベ）                   | 日本         |                                           |
| 26           | 2013年4月14日  | △    | 3R 2:12  | 負傷        | クリス・ジョン                         | インドネシア | WBAスーパー・世界フェザー級タイトルマッチ |
| 27           | 2013年10月21日 | ☆    | 1R 2:36  | KO          | 松田雄太（SFマキ）                     | 日本         |                                           |
| 28           | 2014年4月6日   | ☆    | 10R 0:34 | TKO         | 緒方勇希（角海老宝石）                 | 日本         | 日本フェザー級王座決定戦                  |
| 29           | 2014年6月23日  | ☆    | 6R 終了  | TKO         | 関豪介 （角海老宝石）                  | 日本         | 日本王座防衛1                             |
| 30           | 2015年3月5日   | ☆    | 10R      | 判定3-0     | 福原力也（ワタナベ）                   | 日本         | 日本王座防衛2                             |
| 31           | 2015年8月20日  | ☆    | 10R      | 判定3-0     | 大坪タツヤ（T&T）                      | 日本         | 日本王座防衛3                             |
| 32           | 2015年10月22日 | ☆    | 10R      | 判定2-0     | 渡邉卓也（青木）                       | 日本         | 日本王座防衛4                             |
| 33           | 2015年12月29日 | ☆    | 10R      | 判定2-1     | 下田昭文（帝拳）                       | 日本         | 日本王座防衛5                             |
| 34           | 2016年3月28日  | ☆    | 10R      | 判定3-0     | 福原力也（ワタナベ）                   | 日本         | 日本王座防衛6                             |
| 35           | 2016年6月26日  | ☆    | 2R 2:14  | KO          | ラス・マヌディン                       | インドネシア |                                           |
| 36           | 2016年10月3日  | ★    | 12R      | 判定1-2     | ジョナサン・ビクター・バロス           | アルゼンチン | IBF世界フェザー級挑戦者決定戦             |
| 37           | 2017年5月21日  | ☆    | 1R 2:16  | TKO         | 野口将志（一力）                       | 日本         |                                           |
| 38           | 2017年10月2日  | ★    | 9R 0:55  | 負傷判定0-3 | 阿部麗也（KG大和）                     | 日本         |                                           |
| テンプレート |                |      |          |             |                                        |              |                                           |

## 獲得タイトル
- 第39代OPBF東洋太平洋フェザー級王座（防衛3=返上）
- 第57代日本フェザー級王座（防衛3=返上）
- 第59代日本フェザー級王座（防衛6=返上）